# Hedwig Westphal
Hedwig Westphal (* 22. Juli 1931 in München; † 16. März 2019) war eine deutsche Politikerin (SPD).

## Leben
Westphal besuchte die Handelsschule und machte die Lehre zur Kauffrau. Von 1947 bis 1957 arbeitete sie als Buchhalterin bei der Städtischen Sparkasse München, danach noch einmal zehn Jahre als Frauensekretärin und Sachbearbeiterin für Soziale Berufe bei der ÖTV in Bayern. Dort gehörte sie ab 1962 auch dem Bezirksvorstand an. Bereits 1955 trat sie in die SPD ein, bei der sie dem Landesvorstand angehörte. Von 1962 bis 1978 gehörte sie dem Bayerischen Landtag an, in den sie zweimal in einem Stimmkreis in München direkt gewählt wurde. 1965 sorgte sie für Aufsehen, als sie zu einer Sondersitzung des Landtags im Dirndl erschien.